# Mégalérythème épidémique
 Mise en garde médicale
Le mégalérythème épidémique, l'érythème infectieux aigu, également appelé la cinquième maladie ou le syndrome des joues giflées,, est une maladie éruptive de l'enfant, contagieuse et le plus souvent bénigne, provoquée par le parvovirus B-19.
Le nom de la cinquième maladie provient du fait qu'à l'époque où l'on a voulu établir une liste des maladies provoquant un exanthème infantile, elle a été la cinquième à être énumérée.

## Historique

### Période clinique
La maladie aurait été signalée dès 1799 par le dermatologue anglais Robert Willan (en) (1757-1812),.
La première description précise est celle de 1889 par Anton Tschammer (ou Tschamer), médecin autrichien de Graz, qui observe une épidémie de trente cas de ce qu'il considère comme une variété de rubéole. En 1890, Theodor Escherich (1857-1911) propose l'hypothèse d'une maladie distincte et autonome.
En 1899, des auteurs allemands et anglais lui donnent le nom de erythema infectiosum ou fifth disease. Les premiers cas français sont décrits par André Moussous (1857-1926) en 1905 sous le nom de mégalérythème épidémique ou cinquième maladie. Le nombre de cas observés augmente à mesure que la maladie est mieux connue, sous différents noms selon les pays, notamment en Suisse, en Italie et aux États-Unis.
L'hypothèse d'une maladie autonome ne fait pas l'unanimité. Des auteurs refusent d'en faire une maladie spécifique en l'envisageant comme une intoxication d'origine intestinale, en particulier due au lait.

### Période virologique
En 1975, au cours de travaux d'évaluation de tests sérologiques de l'hépatite B, un nouveau virus est découvert par hasard par la biologiste australienne Yvonne Cossart,. Ce virus reçoit le nom de B19 d'après le code de l'échantillon (n°19 du lot B). 
En 1981, alors qu'aucune affection n'avait été rattachée à ce virus, il est mis en cause dans des crises aiguës survenant chez les enfants atteints de drépanocytose et des patients atteints de maladies hémolytiques chroniques.
En 1983, des études de séroprévalence indiquent que l'erythema infectiosum est lié aux infections à B19 chez les enfants sains.
Le virus est reconnu comme appartenant à la famille des Parvoviridae, genre Erythroparvovirus, comme un virus humain finalement appelé parvovirus B19, et agent causal du mégalérythème épidémique.
Cependant d'autres formes d'infections  à parvovirus B19, de présentation clinique différente, ont été signalées en particulier chez la femme enceinte et chez l'adulte. Si l'infection est bénigne chez l'enfant sain (mégalérythème épidémique proprement dit), elle peut être plus grave sur des terrains fragilisés,.

## Épidémiologie
La maladie se déclare surtout chez les enfants (4-15 ans), essentiellement ceux d'âge scolaire (de 5 à 10 ans)  mais, à moindre fréquence, n'importe quel âge peut être touché,.
L'infection, le plus souvent bénigne, est commune dans le monde entier. Elle se manifeste avec des variations saisonnières en survenant surtout à la fin de l'hiver et au début du printemps, avec des pics épidémiques tous les trois ou quatre ans.
En milieu scolaire, en situation épidémique, environ la moitié des enfants susceptibles (jamais en contact avec le virus) sont infectés, et 20 à 30 % des enseignants susceptibles. Les autres professionnels en contact étroit avec les enfants sont touchés dans une moindre proportion (9 % et moins).
Quand une population arrive à l'âge adulte, la moitié environ cette population est immunisée à la suite d'une infection contractée à un moment donné.

## Transmission et pathogénie
Le virus se transmet par voie aérienne à partir de gouttelettes respiratoires. Il existe un risque de transmission parentérale par produits sanguins contaminés, et une transmission verticale de la mère au fœtus.
Le virus emprunte la voie du rhinopharynx, passe dans le sang, puis dans la moelle osseuse pour se multiplier dans les érythroblastes, précurseurs des globules rouges, en exerçant un effet cytolytique. Il repasse dans le sang pour être excrété dans le pharynx. 

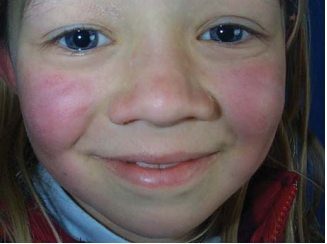
Visage souffleté ou éruption « en aile de papillon » du mégalérythème épidémique de l'enfant.

Chez les sujets sains immunocompétents, cet effet cytolytique n'a pas, ou peu, de retentissement particulier, car trop bref par rapport à la durée de vie normale des globules rouges. La guérison survient spontanément avec la montée des anticorps (immunoglobulines ou Ig) . Les Ig M apparaissent 10 à 12 jours après le contage (moment de la contagion) et persistent deux à trois mois en moyenne. Les Ig G apparaissent deux semaines environ après le contage, et persistent toute la vie en restant protectrices,.
L'éruption cutanée (mégalérythème) et les éventuels signes articulaires sont dus à cette montée des anticorps, correspondant à une réaction par conflit  avec des antigènes cutanés et articulaires (par complexe immun). C'est paradoxalement la phase de guérison qui entraîne des signes cliniques spécifiques.
Chez les sujets présentant une maladie du globule rouge (dont la durée de vie est réduite) comme une drépanocytose, une thalassémie, une anémie ferriprive… l'atteinte virale peut se traduire par une crise aiguë transitoire d'anémie par érythroblastopénie, qui peut être grave. Le plus souvent, la guérison survient aussi par montée des anticorps, mais sans signes cutanés ni articulaires,.
Chez les sujets immunodéficients, le virus ne peut être éliminé par absence d'anticorps. L'infection évolue alors sur le mode d'une anémie chronique de type aplasique,.

## Tableau clinique
Près de 25 % des personnes infectées restent asymptomatiques en étant immunisées.

### Mégalérythème proprement dit
Le mégalérythème épidémique de l'enfant est la forme la plus fréquente et la plus reconnaissable des infections à parvovirus B19.
La durée d'incubation est d'une dizaine de jours (5 à 14 jours), en règle sans aucun symptôme, correspondant à la première période virémique. Cependant, il peut exister un syndrome grippal inconstant et peu marqué (petite fièvre ou légers maux de tête, rhinite ou nausées) de moins de 3 jours. Cette période pré-éruptive correspond à la contagiosité maximale,.

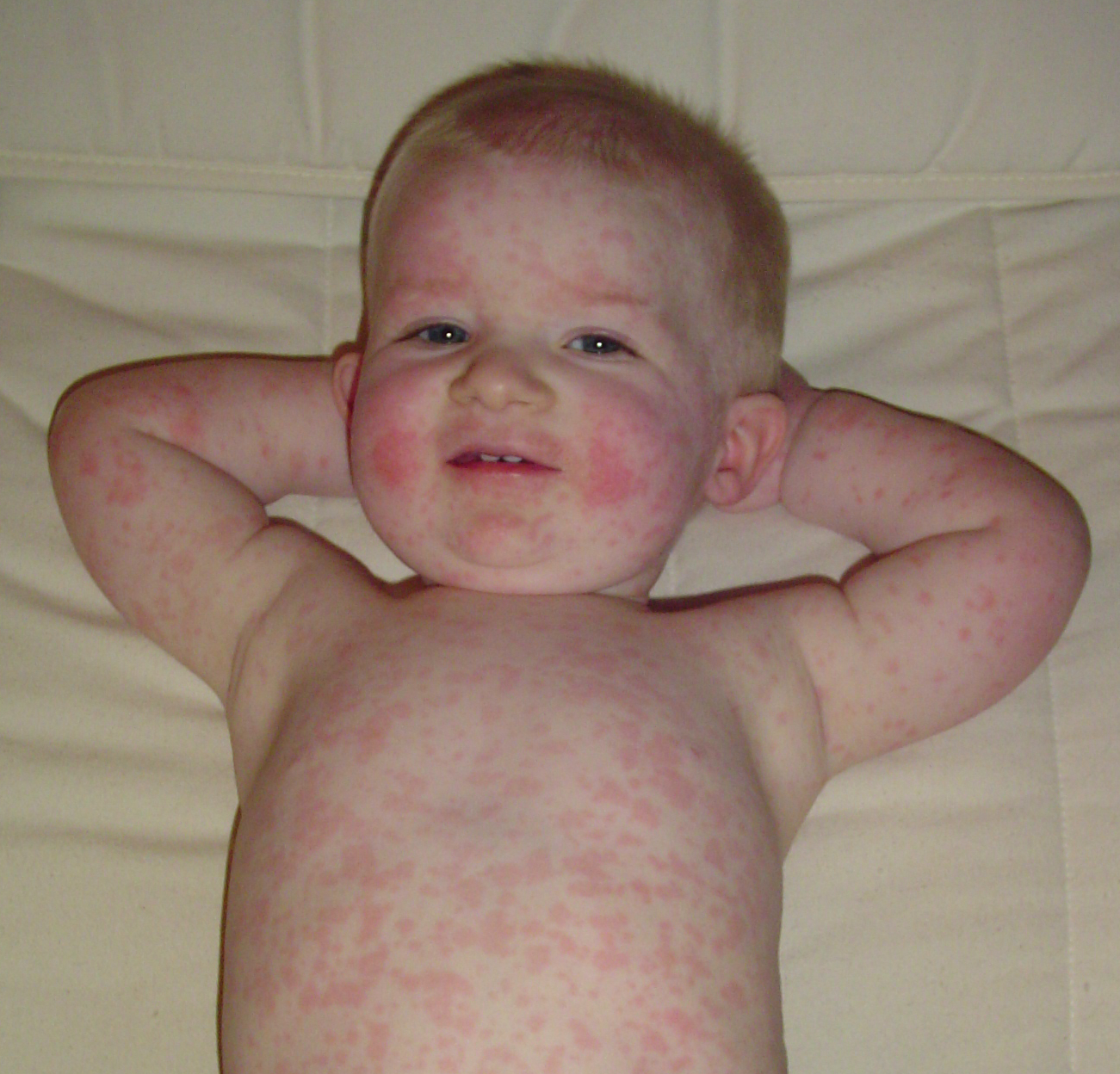
Mégalérythème épidémique chez un enfant de 16 mois.

Dans la forme typique classique de l'enfant, la maladie évolue en trois phases selon l'éruption,,:
1. Apparition d'un exanthème morbilliforme au visage, parfois confluent ou en « aile de papillon », avec des joues rouges et brillantes et un aspect souffleté avec pâleur autour de la bouche (pâleur circum orale), qui s'estompe en 3 à 5 jours.
2. L'éruption s'étend au tronc et au reste du corps, elle prédomine aux racines des membres et aux fesses, en épargnant les paumes des mains et les plantes des pieds. Elle prend l'aspect d'un érythème annulaire ou géographique, en guirlande ou en dentelle (dépigmentation des plaques par le centre). Cette éruption évolue durant 1 à 3 semaines.
3. L'érythème devient variable et fluctuant, et peut récidiver sur quelques jours pendant plusieurs mois, selon les émotions, à l'effort physique, lors d'expositions au soleil ou à la chaleur. Il finit par disparaitre spontanément sans aucune séquelle.

Cette maladie apparaît en général dans un contexte épidémique. La fièvre est absente ou minime, et l'état général est bien conservé, mais il peut y avoir un prurit (des démangeaisons), des arthralgies (douleurs articulaires) dans 8 % des cas (le plus souvent des genoux et des coudes), un purpura « en gants et chaussettes » qui touche alors la paume des mains et la plante des pieds,.
En principe, les patients ne sont plus contagieux à partir du début de l'éruption, mais on considère l'enfant comme potentiellement contagieux jusqu'à 7 jours après.

### Formes de l'adulte
Chez l'adulte, l'éruption est moins fréquente et plus fruste. Le syndrome « gants et chaussettes » (constituant un purpura ou un érythème palmo-plantaire) survient plus souvent chez les adultes, en pouvant s'accompagner de fièvre ou d'arthralgie. Il disparait en une à trois semaines semaines sans séquelles, mais il pourrait aussi être lié à d'autres virus.
Chez les adolescents et les adultes, les arthralgies sont plus fréquentes (60 % des cas) se situant surtout aux mains et aux doigts, et deux fois plus souvent chez les femmes que chez les hommes.

## Biologie et sérologie
En contexte épidémique, le diagnostic de mégalérythème est clinique et aucun examen complémentaire n'est nécessaire sauf en cas d'infection chez l'adulte ou de contact avec une femme enceinte.
Si un test de laboratoire est nécessaire, c'est la sérologie IgM à parvovirus B19 qui est recommandée chez les sujets immunocompétents : elle se montre positive jusqu'à deux ou trois mois après l'infection. La sérologie IgG est moins utile, d'intérêt épidémiologique, en indiquant une infection ancienne avec immunité,.
Chez les personnes à risques (hémopathies, immunodéficience…), les tests sérologiques restent négatifs alors que ces patients sont toujours contagieux. L'examen de choix est alors la recherche d'ADN viral par PCR dans le sang, mais avec des risques de faux positifs et de faux négatifs,.
Chez la femme enceinte, en cas de suspicion d'infection fœtale, la recherche d'IgM se fait dans le sang de la mère et dans le sang du cordon, et le test PCR dans le sang du cordon et le liquide amniotique.

## Complications
La maladie est d'habitude bénigne, mais elle est tout de même susceptible de provoquer des complications chez des sujets à risques.
Le virus peut provoquer une érythroblastopénie voire une hypoplasie médullaire chez les personnes souffrant d'une anémie hémolytique chronique comme la drépanocytose.
Près de 50 % des femmes en âge de procréer sont encore séronégatives (non immunisées).  Chez les femmes enceintes primo-infectées, le risque de transmission au fœtus est estimé à 30 %. La guérison maternelle s'accompagne d'un passage des anticorps protecteurs à travers le placenta, le plus souvent sans problèmes pour la mère et l'enfant,. 
Mais dans moins de 5 % des cas, cela n'est pas suffisant, surtout lors d'une infection survenue au deuxième trimestre. C'est une période où le fœtus augmente la production de ses cellules sanguines par son foie, l'infection virale est alors plus massive en attaquant aussi les cellules du myocarde foetal. Cette infection peut entrainer un anasarque fœtoplacentaire avec un risque de mort fœtale. Environ 8 % des morts fœtales sont attribuées au parvovirus B19,,.
Une atteinte plus tardive au troisième trimestre peut être responsable d'une anémie sévère du nouveau-né ressemblant à l'anémie de Blackfan-Diamond, mais transitoire, régressant le plus souvent après transfusions,.

## Traitement
Chez le sujet immunocompétent, le mégalérythème épidémique ne nécessite aucun traitement. Un éventuel traitement est uniquement symptomatique : notamment antihistaminiques en cas de prurit, antalgiques ou antiinflamatoires en cas de douleurs articulaires, protection solaire…). Il faut éviter tout contact du malade avec une femme enceinte, mais le plus souvent en cours d'éruption le sujet n'est plus ou peu contagieux,.
Chez le sujet présentant une hémolyse chronique, une crise grave d'érythroblastopénie peut nécessiter une transfusion en urgence. Chez le sujet immunodéprimé, l'injection d'immunoglobulines peut se justifier,.
En cas d'anémie fœtale grave, une transfusion intra-utérine, voire une exsanguino-transfusion peuvent être nécessaires pour sauver l'enfant,.